# Wimbledon 2023 – ženská dvouhra
Ženská dvouhra ve Wimbledonu 2023 probíhala v první polovině července 2023. Do londýnského tenisového grandslamu hraného na trávě All England Clubu nastoupilo sto dvacet osm tenistek. Osmnáct z nich si účast zajistilo v tříkolové kvalifikaci včetně dvou šťastných poražených. Obhájkyní titulu byla kazachstánská světová trojka Jelena Rybakinová, které ve čtvrtfinále Tunisanka Ons Džabúrová oplatila porážku z finále předchozího ročníku.
První wimbledonský zápas, který rozhodly až tiebreaky všech setů, vyhrála Jekatěrina Alexandrovová ve druhém kole nad Madison Brengleovou. Nejdelší zkrácenou hru v grandslamové historii získala v závěrečné sadě třetího kola Lesja Curenková nad Anou Bogdanovou poměrem míčů 20:18. Samotný supertiebreak trval déle než 35 minut. Curenková v něm odvrátila pět, a Bogdanová šest mečbolů. Rekord byl překonán na Australian Open 2024, kdy závěrečná zkrácená hra duelu mezi Rybakinovou a Blinkovovou obsahovala o čtyři míče více.
První grandslamový titul vybojovala 24letá Markéta Vondroušová, která se po Janě Novotné a Petře Kvitové stala třetí českou wimbledonskou vítězkou, první nenasazenou šampionkou od zavedení nasazování v roce 1927, a jako 42. hráčka klasifikace nejníže postavenou vítězkou Wimbledonu na žebříčku WTA. Po skončení se poprvé posunula do elitní světové desítky, kterou uzavírala.

## Boj o čelo žebříčku WTA ve propěch Świątekové
Iga Świąteková a Aryna Sabalenková vstoupily do soutěže jako soupeřky o post světové jedničky. Po vyřazení Świątekové ve čtvrtfinále potřebovala Sabalenková k prvnímu posunu do čela žebříčku WTA projít do finále. V semifinále však podlehla Džabúrové, což Świątekové zajistilo setrvání na vrcholu i po skončení, kdy jako jednička zahájila 68 týden v prvním období.

## Turnaj

### První kolo
V grandslamové dvouhře debutovalo pět hráček, Číňanka Paj Čuo-süan, Španělka Jéssica Bouzasová Maneirová, Švýcarka Céline Naefová, Srbka Natalija Stevanovićová a Kanaďanka Carol Zhaová. Šestnáctiletá Mirra Andrejevová se stala nejmladší členkou startovního pole od 15leté Coco Gauffové v roce 2019 a z pozice 102. hráčky světa vyřadila o téměř čtyřicet míst výše postavenou Číňanku Wang Si-jü. Naopak nejstarší singlistka, 43letá pětinásobná šampionka Venus Williamsová, podlehla Elině Svitolinové po ztrátě čtyř servisů. Odehrála tak 355. grandslamovou dvouhru a v historických statistikách se vyrovnala druhé Martině Navrátilové. Do vyššího počtu 423 duelů nastoupila jen její mladší sestra Serena Williamsová. Potřetí od svého debutu v roce 1997 nepřešla Venus Williamsová první kolo. Na londýnském majoru zaznamenala 24. účast, znamenající překonání rekordu Navrátilové.
Při svém čtvrtém startu nezvládla premiérově úvodní duel 19letá světová sedmička Coco Gauffová. Po třísetovém průběhu podlehla šampionce Autralian Open 2020 Sofii Keninové, která dosáhla jubilejní desáté výhry nad členkou Top 10 a oplatila jí porážku z lednového ASB Classic. Keninová musela jako 128. hráčka žebříčku projít kvalifikací. Ve druhém kole na ni čekala Číňanka Wang Sin-jü, jež si po hladkém vítězství nad Storm Hunterovou připsala první wimbledonskou výhru. Z nasazených vstup do turnaje nezvládla ani patnáctá žena pořadí Ljudmila Samsonovová proti Rumunce Aně Bogdanové, když oba sety ztratila v tiebreaku. Světovou pětadvacítku Čeng Čchin-wen vyřadila čerstvá šampionka badhomburského turnaje Kateřina Siniaková, jíž nově patřila třicátá druhá příčka. Třicátá první žena žebříčku, 27letá Egypťanka Majar Šarífová, nestačila na Španělku Rebeku Masárovou po třísetovém boji až v supertiebreaku rozhodující sady.
Návrat do Wimbledonu v poslední sezóně kariéry zvládla i semifinalistka z roku 2019 Barbora Strýcová, která vyřadila Belgičanku Marynu Zanevskou. Průběh druhé sady otočila šňůrou pěti gamů ze stavu 2–5 a následném odvráceném setbolu. Zanevskou už porazila v prvním utkání po návratu z mateřské dovolené na květnovém Italian Open 2023. 24letá Londýňanka Jodie Burrageová si po výhře nad Caty McNallyovou zajistila debutový posun do elitní světové stovky. Při třetí wimbledonské účasti v řadě, postoupila poprvé do druhé fáze. Členka šesté světové desítky Linda Fruhvirtová první dvouhru v All England Clubu skrečovala za stavu 1–4 a 0:40 ve třetím setu. Proti Chorvatce Petře Martićové z konce třicítky si po ztrátě úvodní sady poranila koleno při setbolu v tiebreaku druhé z nich, když dobíhala zkrácený míč k síti. Po zdravotní přestávce a zatejpování kolenního kloubu proměnila další setbol a vynutila si rozhodující dějství. V něm ale kvůli omezenému pohybu utkání předčasně ukončila.
Program druhého hracího dne přerušil vytrvalý déšť. Zápasy tak pod zastřešenými dvorci vyhrály jen finalistky z předchozího ročníku – Jelena Rybakinová a Ons Džabúrová, a třetí postupující se stala světová dvojka Aryna Sabalenková.
Během středečního programu některé hráčky z horní poloviny postoupily již do třetího kola, zatímco tenistky nalosované do spodní části pavouka nenastoupily ani k zápasu kola prvního. 28letá grandslamová debutantka Natalija Stevanovićová ze Srbska, figurující na 225. místě žebříčku, dovolila světové devatenáctce a finalistce z roku 2021 Karolíně Plíškové uhrát jen pět gamů. Poprvé tak porazila tenistku z první světové dvacítky. Češka prohrála šesté ze sedmi předchozích utkání a poprvé od roku 2013 vypadla na dvou navazujících grandslamech již v úvodním kole. Rovněž řecká světová osmička Maria Sakkariová nezvládla po Roland Garros ani vstup do londýnského majoru. Ve třetím vzájemném duelu poprvé podlehla Ukrajince Martě Kosťukové, přestože vyhrála úvodní sadu poměrem 6–0. Ukrajinská hráčka tak po čtrnácti porážkách s členkami Top 10 dosáhla první kariérní výhry nad jednou z hráček této elitní skupiny. Skončila také britská pětka Heather Watsonová, jež jako 144. hráčka klasifikace obdržela divokou katu. Ve dvou setech ji vyřadila světová jedenáctka Barbora Krejčíková. Dvacátá sedmá nasazená Američanka Bernarda Peraová nestačila na Bulharku Viktoriji Tomovovou, přestože získala úvodní sadu.
Ve čtvrtečním programu odehrála první zápas od finále Roland Garros světová šestnáctka Karolína Muchová, která podlehla německé obhájkyni čtvrtfinálové účasti Jule Niemeierové ve třech setech. V utkání si stěžovala na bolest v kyčli. Osmnáctiletá debutantka Linda Nosková nevyužila zisk úvodní sady proti 126. ženě klasifikace Dalmě Gálfiové z Maďarska a ve zbytku utkání získala jen čtyři gamy.

### Druhé kolo
Profesionální kariéru ukončila 27letá Estonka Anett Kontaveitová, potýkající se s degenerativní změnou meziobratlové ploténky. Diskopatie znemožnila bývalé světové dvojce nadále provozovat vrcholový sport. Předchozí sezónu musela předčasně ukončit a v roce 2023 měla od února dvouměsíční výpadek. Na dvaatřicátou nasazenou Marii Bouzkovou uhrála jen tři gamy.
Po ztrátě úvodní sady s 16letou kvalifikantkou Mirrou Andrejevovou skrečovala duel za stavu gamů 0–4 ve druhé jedenáctá tenistka světa Barbora Krejčíková pro píchání v kotníků, možném zranění které si přivodila v úvodním zápase. Od stavu 3–3 v úvodním dějství prohrála sedm her v řadě. S All England Clubem se rozloučily další dvě Češky. Kateřina Siniaková nenašla recept na houževnatě hrající ukrajinskou světovou šedesátku Lesju Curenkovou, která ukončila její šestizápasovou neporazitelnost. Poslední wimbledonskou dvouhru odehrála Barbora Strýcová, když nezvládla rozhodující set s polskou členkou světové třicítky Magdou Linetteovou. Dvanáctá hráčka žebříčku Veronika Kuděrmetovová podruhé v kariéře podlehla o třicet míst níže postavené Markétě Vondroušové. V duelu ztratila čtyřikrát podání a sama jej dokázala prolomit jen jednou. Turnajová sedmnáctka a vítězka birminghamské generálky Jeļena Ostapenková nestačila na Rumunku Soranu Cîrsteaovou, příslušnici světové čtyřicítky, přestože v tiebreaku druhé sady byla za stavu 5:5 a 6:6 dva míče od vítězství. Soutěž opustila také dvacátá osmá hráčka klasifikace, Belgičanka Elise Mertensová, po prohře s Elinou Svitolinovou divokým výsledkem 1–6, 6–1 a 1–6.
Až závěrečný supertiebreak třetí sady rozhodl o vyřazení Američanky Danielle Collinsové v duelu se světovou čtrnáctkou Belindou Bencicovou, když padesátá druhá hráčka rankingu nevyužila zisk úvodní sady a prolomené podání Švýcarky ve druhé. Rozhodující supertiebreak také nezvládla Kanaďanka Leylah Fernandezová z konce elitní stovky proti světové pětce Caroline Garciaové, a potřetí v sezóně Francouzce podlehla. Další zástupkyně francouzského tenisu Diane Parryová naopak ztratila výhodu vedení 1–0 na sety proti třicáté ženě klasifikace Petře Martićové, stejně jako rumunská 133. hráčka žebříčku Jaqueline Cristianová proti třinácté nasazené Beatriz Haddad Maiové. V repríze úvodního kola z roku 2018 opět porazila jednadvacátá hráčka pořadí Donna Vekićová o osmnáct míst níže postavenou Američanku Sloane Stephensovou, přestože se vývoj obou duelů výrazně lišil. Vekićová se ujala vedení 3–1 na gamu a následně převzala aktivitu Stephensová, která získala deset z dalších třinácti her. Za stavu 6–4 a 5–2 podávala na vítězství. Chorvatka však průběh otočila a triumfovala po třech setech. Ukrajinská šestadvacátá hráčka pořadí Anhelina Kalininová podlehla světové padesátce Biance Andreescuové, přestože v rozhodujícím dějství vedla 5–2 na gamy. Kanadská soupeřka však dotáhla utkání do závěrečného supertiebreaku, v němž proměnila pátý mečbol a poprvé prošla do třetího kola.
Třísetový boj svedly dvacátá druhá žena klasifikace Jekatěrina Alexandrovová s o téměř sto míst níže postavenou Američankou Madison Brengleovou. Poprvé v otevřené éře Wimbledonu rozhodl všechny sady až závěrečný tiebreak. V předchozí historii grandslamových dvouher tento výsledek nastal pouze třikrát na US Open 1985, 1991 a 2021. Varvara Gračovová z konce elitní padesátky, hrající první grandslam jako Francouzka, nevyužila vedení 1–0 na sety proti světové dvojce Aryně Sabalenkové, která podesáté v řadě prošla druhým kolem majoru i díky zisku devíti z jedenácti závěrečných gamů.

### Třetí kolo
Francouzská světová pětka Caroline Garciaová nezvládla koncovku rozhodující sady s Marií Bouzkovou, která ji porazila i potřetí v kariéře a opět na trávě. Češka si v prvních 90 minutách nevypracovala žádnou brejkovou šanci, přesto byl výsledek po dvou setech vyrovnán 7–6 a 4–6. Pro horší viditelnost se rozhodující dějství hrálo na zastřešeném dvorci č. 1, namísto kurtu č. 18. V něm Bouzková dotáhla ztrátu prolomeného podání a za stavu 6–5 využila třetí setbol. Čtyřicátá druhá žena klasifikace Markéta Vondroušová zkompletovala dvousetovou výhrou nad světovou jednadvacítkou Donnou Vekićovou osmifinálové účasti na všech grandslamech. Chorvatce oplatila prohru z jediného předchozího klání na Hobart International 2018.
Do historických statistik se zapsalo vítězství ukrajinské světové šedesátky Lesji Curenkové nad Rumunkou Anou Bogdanovou figurující o tři místa níže. Ve třetí sadě duel rozhodl nejdelší tiebreak v grandslamové historii poměrem míčů 20:18. Samotná zkrácená hra trvala více než 35 minut a celý zápas 3:40 hodiny, čímž se stal třetím nejdelším v odehrané části sezóny. Curenková odvrátila pět, a Bogdanová šest mečbolů. Tiebreak tak o dva míče překonal ženský rekord 36bodové zkrácené hry Allertové s Kontaovou na French Open 2015, a vyrovnal mužský rekord Roddicka s Tsongou z Australian Open 2007. Dohrála také světová devětadvacítka Petra Martićová z Chorvatska, jíž ve dvou setech vyřadila první hráčka žebříčku Iga Świąteková. Na cestě do druhého wimbledonského osmifinále Polka ztratila celkem třináct gamů. Desátá žena pořadí Darja Kasatkinová nenašla recept na světovou dvacítku Viktorii Azarenkovou, která ji porazila i počtvrté v kariéře a připsala si sedmdesátou pátou výhru nad členkou Top 10. Pošesté Azarenková postoupila do osmifinále a poprvé od roku 2017. Ukrajinka Elina Svitolinová vyřadila americkou členku druhé stovky žebříčku Sofii Keninovou také ve dvou setech.
Posedmé v kariéře prošla do osmifinále světová devítka a čerstvá berlínská šampionka Petra Kvitová, která ve dvou setech vyřadila 28letou kvalifikantku Nataliju Stevanovićovou. Srbka tím zakončila první účast v grandslamové dvouhře. Šestá nasazená Tunisanka Ons Džabúrová i podruhé v kariéře porazila padesátou členku žebříčku Biancu Andreescuovou, když navázala na výhru z Canadian Open 2021. Ve třetí sadě přitom otočila po prohraném podání ztrátu gamů 1–3. Přes porážku při debutovém představení na centrkurtu si Kanaďanka připsala nejlepší wimbledonský výsledek. Ani na třetí pokus nepronikla Polka Magda Linetteová do osmifinále, když získala jen čtyři hry proti světové čtrnáctce Belindě Bencicové. Poslední Britka v soutěži, osmdesátá devátá hráčka žebříčku Katie Boulterová, uhrála na obhájkyni Rybakinovou jen dva gamy. Jedinou postupující kvalifikantkou se stala 16letá Mirra Andrejevová, jež ve dvou setech vyřadila o šest let starší krajanku Anastasiji Potapovovou, figurující na dvacáté třetí příčce klasifikace. Na druhém kariérním grandslamu, a prvním turnaji na trávě, se stala nejmladší wimbledonskou osmifinalistkou od Gauffové v roce 2019. Účast tří kvalifikantek ve třetím kole znamenala druhý nejvyšší počet ve wimbledonské otevřené éře, po čtyřech kvalifikantkách v roce 1999.

### Čtvrté kolo
Čtvrtfinálovou účast neobhájila světová dvaatřicítka Marie Bouzková, která v souboji dvou Češek podlehla Markétě Vondroušovou, přestože získala úvodní set. Až ve třetím vzájemném duelu však vyhrála první sadu. Při páté wimbledonské účasti Vondroušová vylepšila potřetí své maximum, a poprvé v sezóně ovládla čtyři utkání v řadě. Její útočnější styl se odrazil v 37 vítězných míčích vůči 15 winnerům soupeřky. Ze zápasu dvou šampionek wimbledonské juniorky vyšla vítězně první žena klasifikace Iga Świąteková. Po ztrátě úvodního dějství v tiebreaku se proti čtrnácté nasazené Belindě Bencicové ocitla na prahu vyřazení, když odvrátila dva mečboly ve druhé sadě za stavu 5–6 a 15:40. Po zvládnuté druhé zkrácené hře rozhodlo o postupu Polky do prvního wimbledonského čtvrtfinále prolomené podání Švýcarky ve čtvrté hře třetího setu. Świąteková se tak stala nejmladší hráčkou od Světlany Kuzněcovové z roku 2006, která zkompletovala čtvrtfinálové účasti na všech grandslamech. Její grandslamová úspěšnost v roli světové jedničky po utkání činila 93,8 % (30–2), což byla nejvyšší hodnota od téže úspěšnosti Navrátilové z roku 1983 (75–5). Bencicová vstupovala do duelu se zápasovou bilancí 4–3 proti úřadujícím světovým jedničkám. V úvodní sadě odvrátila všech šest brejkbolů včetně dvou setbolů.

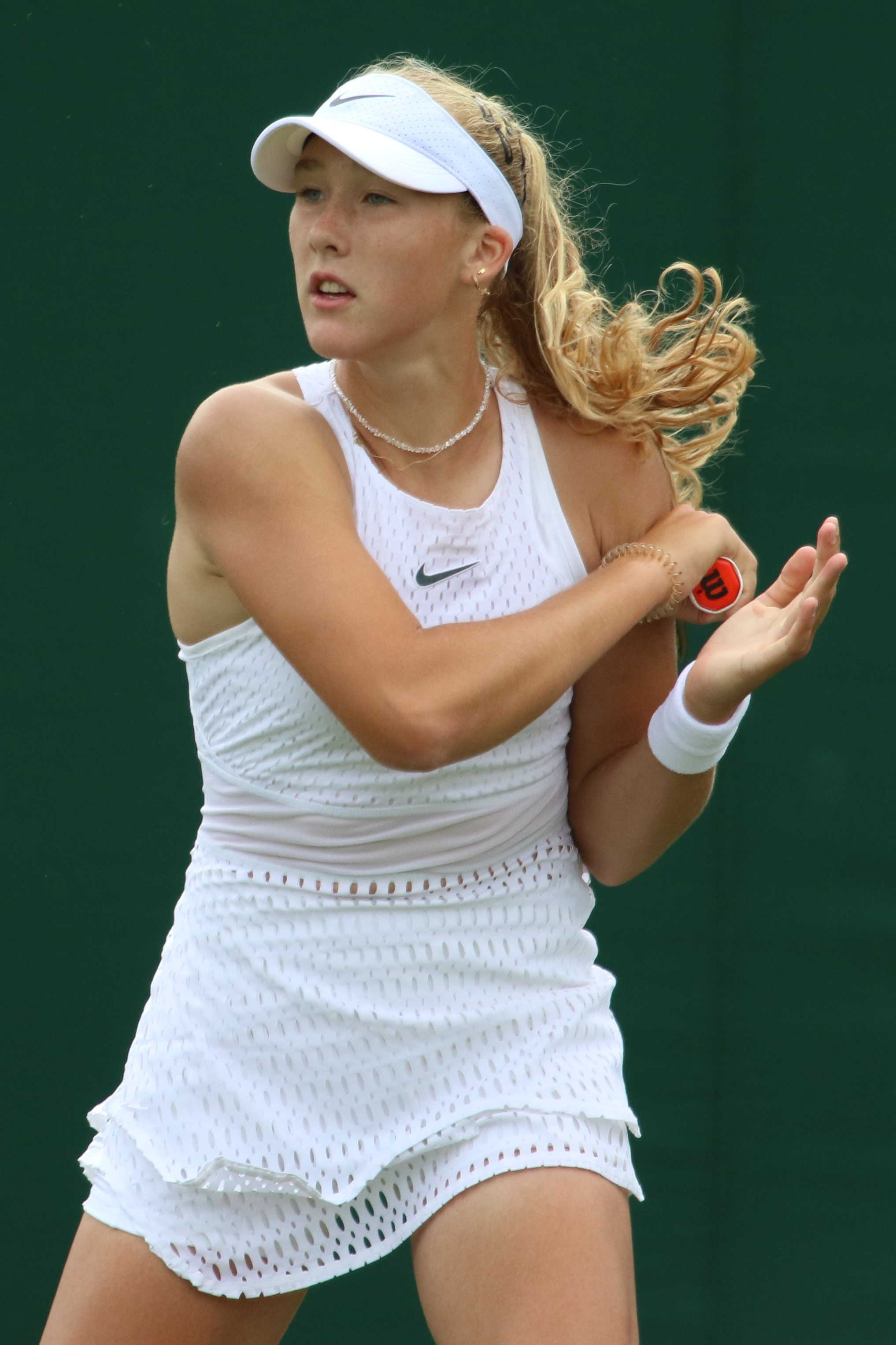
Překvapením turnaje se stala 16letá Mirra Andrejevová, nejmladší členka startovního pole i wimbledonská osmifinalistka od 15leté Gauffové v roce 2019. Jako jediná kvalifikantka postoupila do čtvrtého kola a po skončení pronikla do první světové stovky.

Třísetové drama přineslo utkání, v němž ukrajinská sedmdesátá šestá žena klasifikace Elina Svitolinová otočila průběh se světovou dvacítkou Viktorií Azarenkovou. V duelu posledních dvou matek v pavouku ze šesti takových hráček v úvodu, se Svitolinová vrátila do zápasu ze stavu 2–6 a 0–2. Závěrečný supertiebreak třetí sady získala těsným poměrem 11:9. Azarenkovou porazila až v šestém vzájemném duelu. Do čtvrtfinále v All England Clubu prošla – stejně jako v roce 2019 –  podruhé a celkově zaznamenala desátou čtvrtfinálovou účast na grandslamu. Americká světová čtyřka Jessica Pegulaová udržela neporazitelnost v grandslamových osmifinále, když v nich i pošesté vyhrála a vůbec poprvé ve Wimbledonu. Proti ukrajinské šedesáté ženě pořadí Lesje Curenkové ztratila jen čtyři gamy. 
Za předchozí čtvrtstoletí zkompletovala všechna grandslamová čtvrtfinále jako pátá Američanka, čímž navázala na Venus a Sereny Williamsovy, Keysovou a Stephensovou. Dosáhla i dvacáté výhry z předchozích dvaadvaceti zápasů proti hráčkám mimo Top 50. Curenková byla ve 34 letech nejstarší ženou v pavouku čtvrtého kola.
Šestnáctiletá Mirra Andrejevová nevyužila šanci stát se nejmladší wimbledonskou čtvrtfinalistkou od Anny Kurnikovové v roce 1997, když proti osmnácté ženě žebříčku a čerstvé eastbournské šampionce Madison Keysové prohospodařila výrazný náskok. Po zisku úvodní sady nevyužila ve druhé brejkbol na vedení gamů 5–1. Američanka zahájila obrat, který ji dovedl do devátého grandslamového čtvrtfinále a, po ročníku 2015, druhého v All England Clubu. Neporazitelnost prodloužila na devět zápasů. Londýnskou porážku z roku 2019 oplatila světová šestka Ons Džabúrová o tři místa níže postavené Petře Kvitové, v prvním utkání ročníku mezi dvěma členkami světové desítky. Kvitová předvedla jeden z nejhorších výkonů v kariéře. Tři získané gamy a utržený „kanár“ kopíroval poměr gamů z vítězného finále 2014 v opačném gardu. Ve Wimbledonu Češka prohrála set poměrem 0–6 podruhé, když neuhrála game ani se Sasnovičovou v roce 2018. V utkání získala pouze čtyři vítězné míče na dvacet šest nevynucených chyb. Po prvním servisu vyhrála jen 46 % a po druhém 24 % bodů, a odvrátila jedinou ze sedmi brejkových hrozeb. Tunisanka si připsala druhou výhru ze šesti vzájemných utkání, potřetí v řadě prošla mezi poslední osmičku, od roku 2021 vyhrála 26. zápas na trávě, nejvíce ze všech tenistek, a ukončila osmizápasovou neporazitelnost Kvitové.
V prvním duelu Jeleny Rybakinové proti nasazené hráčce, světové třináctce Beatriz Haddad Maiové, Kazachstánka rychle postoupila, když Brazilka za stavu her 1–4 skrečovala pro bolest zad. Rybakinová tak na londýnském majoru vyhrála čtrnáctý z prvních patnácti utkání, což se před ní podařilo jen Billie Jean Kingové a Marii Šarapovové. Při páté účasti si druhý postup do čtvrtfinále zajistila světová dvojka Aryna Sabalenková, jež vyřadila o dvacet míst níže postavenou Jekatěrinu Alexandrovovou, které uštědřila „kanára“. V duelu nečelila žádnému brejkbolu ani se nedopustila dvojchyby. Poměr vzájemných utkání srovnala na 3–3 a Alexandrovové na trávě oplatila prohru z finále Libéma Open 2022.

### Čtvrtfinále
V grandslamovém čtvrtfinále zůstaly čtyři nejvýše nasazené poprvé od French Open 2013. V londýnské soutěži se tak naposledy stalo ve Wimbledonu 2009.

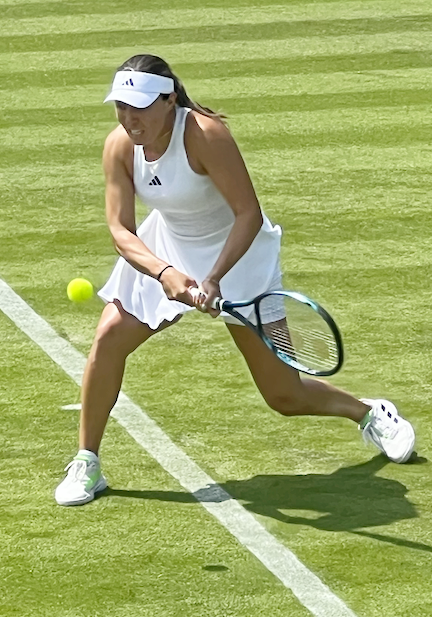
Jessica Pegulaová byla blízko postupu do semifinále, když v rozhodující sadě proti Vondroušové neudržela vedení gamů 4–1 a nevyužila brejkbol na 5–1. I šesté kariérní čtvrtfinále grandslamu však prohrála.

V prvním vzájemném utkání porazila čtyřicátá druhá hráčka žebříčku Markéta Vondroušová americkou světovou čtyřku Jessicu Pegulaovou. Po French Open 2019 postoupila do druhého grandslamového semifinále. V rozhodující sadě prohrávala již 1–4 na gamy a Pegulaová nevyužila brejkbol na vedení 1–5. Šňůrou pěti her Češka průběh otočila, když dvakrát prolomila soupeřce podání. Američanka tak na grandslamu odešla poražena i ze šestého čtvrtfinále. Vondroušová přitom do Wimbledonu přijela jen se čtyřmi vítěznými zápasy na trávě a jako jediná ze čtvrtfinalistek na ní měla před tímto kolem pasivní zápasovou bilanci. Mezi poslední čtyřku postoupila po vyřazení čtyř nasazených hráček, což se v otevřené wimbledonské éře podařilo jen Čeng Ťie v roce 2008 a Barboře Strýcové roku 2019. Proti tenistkám z elitní světové pětky vyrovnala poměr utkání na 7–7, včetně tří posledních výher v sezóně 2023. Za předchozích třicet let se stala pátou levorukou semifinalistkou po Navrátilové, Kvitové, Šafářové a Kerberové. Po skončení si zajistila návrat do Top 25.
Polská světová jednička Iga Świąteková podlehla ukrajinské sedmdesáté šesté hráčce klasifikace Elině Svitolinové, která o postupu do druhého wimbledonského semifinále rozhodla dvěma prolomenými servisy ve třetí sadě. Polce, která odehrála ze všech čtvrtfinalistek nejmenší počet 18 utkání na trávě, oplatila prohru z jediného předchozího duelu na Italian Open 2021. Ukončila také její čtrnáctizápasovou neporazitelnost a dosáhla sedmé výhry nad úřadující světovou jedničkou, první od Italian Open 2018. Na cestě do semifinále Svitolinová vyřadila čtyři grandslamové šampionky, což se v otevřené éře grandslamů podařilo jen Sereně Williamsové na US Open 1999 a Justine Heninové na Roland Garros 2005. Obě pak celý turnaj ovládly.
Porážku z finále předchozího ročníku oplatila Tunisanka Ons Džabúrová o tři místa výše postavené kazachstánské světové trojce Jeleně Rybakinové a ve vzájemných duelech se ujala vedení 3–2. Kazachstánská obhájkyně titulu získala úvodní sadu až v tiebreaku poté, co Džabúrová v posledním servírovacím gamu nevyužila setbol. Ve zbylých dvou setech tuniská hráčka odvrátila všech pět brejkbolů. Od stavu her 4–4 ve druhém dějství na dvorci dominovala, když za přítomnosti královny Camilly v lóži získala osm z devíti zbylých gamů. Finalistky předchozího ročníku se na londýnském pažitu střetly poprvé od roku 2009, kdy sestry Serena a Venus Williamsovy postoupily do finále stejně jako v ročníku 2008.
Světová dvojka Aryna Sabalenková přivodila první sezónní porážku na trávě Američance Madison Keysové. Ukončila tím její devítizápasovou neporazitelnost trvající od eastbournského turnaje. Keysová nevyužila příležitost vynutit si třetí sadu, když ve druhém setu, po prolomení podání soupeřky, nedoservírovala game při vedení 4–2 a 40:0. Sabalenková si šňůrou pěti míčů vzala ztracené podání zpět a Američance již nedovolila uhrát jediný game. Obě dle předpokladů praktikovaly nátlakový, útočný tenis. Průměrná délka výměny činila 2,78 míče a 62 výměn bylo kratších než čtyři míče. Keysová tak na grandslamech nedokázala zkompletovat semifinále. Sabalenková se stala první hráčkou od Sereny Williamsové v roce 2016, která postoupila do semifinále Australian Open, French Open i Wimbledonu během jediné sezóny.

### Semifinále
Obě semifinále se hrála pod zataženou střechou.
V prvním semifinále dvou nenasazených hráček v otevřené éře porazila 24letá Markéta Vondroušová o čtyři roky starší Elinu Svitolinovou ve dvou setech. Ve vzájemných duelech vyhrála potřetí za sebou a celkovou bilanci utkání srovnala na 3–3. V úvodní sadě Ukrajinka ztratila podání třikrát oproti jedinému takovému na straně Češky. Sokolovská rodačka dominovala i ve druhém setu, když si vypracovala náskok 4–0 a 40:0. Přes pět nevyužitých gameballů na vedení 5–0 však připadla pátá hra Svitolinové, jež následně druhým brejkem ztrátu dohnala a za stavu 3–4 šla podávat. Vondroušová však potřetí v setu prolomila servis soupeřky a vůbec první zápas na centrálním dvorci v kariéře uzavřela na servisu prvním využitým mečbolem. Po French Open 2019 postoupila do druhého grandslamového finále, opět jako nenasazená hráčka, což z ní od vzniku České republiky v roce 1993 učinilo čtvrtou Češku v přímých soubojích o titul londýnského grandslamu. Ukrajinka, která vyrovnala semifinálové maximum z roku 2019, byla v open éře teprve třetí wimbledonskou čtvrtfinalistkou i semifinalistkou hrající na divokou kartu. V této statistice navázala na Čeng Ťie z roku 2008 a Lisickou z roku 2011, jež byla poslední takovou hráčkou v těchto fázích grandslamu před Ukrajinkou.
28letá Tunisanka Ons Džabúrová otočila vývoj zápasu proti o tři roky mladší světové dvojce Aryně Sabalenkové. Oplatila jí tak porážku ze čtvrtfinále ročníku 2021, ukončila šňůru tří proher ve vzájemných duelech, a celkový poměr těchto zápasů snížila na 2–3. Úvodní dějství rozhodl až druhý využitý setbol Sabalenkové v tiebreaku. Jako první servis ztratila Džabúrová, když za stavu 2–2 ve druhé sadě prohrála game čistou hrou. Minská rodačka brejk potvrdila a náskokem 4–2 se přiblížila k postupu. Soupeřka si však sérií čtyři her v řadě, včetně dvou prolomených podání, vynutila rozhodující dějství. Klíčový okamžik v něm přišel během šestého gamu, kdy podávající Tunisanka využila třetí brejkbol a ujala se vedení 4–2. Při dalším servisu světové dvojky měla první dva mečboly, které však nevyužila. Celkově pátý z nich proměnila v následující hře, za stavu 5–3 na servisu. Jako první hráčka od finálových účastí Sereny Williamsové v letech 2018 a 2019 postoupila Džabúrová do boje o titul ve dvou navazujících ročnících, a celkově třetího finále na grandslamu. Stala se i první singlistkou právě od Williamsové z roku 2012, která v All England Clubu vyřadila tři členky elitní světové desítky – Kvitovou, Rybakinovou a Sabalenkovou, a jako čtvrtá tenistka zdolala na jediném majoru čtyři grandslamové šampionky včetně Andreescuové. Sabalenkovou, která v utkání zahrála nejrychlejší podání ročníku 194,7 km/h, stála porážka post světové jedničky.

### Finále: První grandslamový titul pro Markétu Vondroušovou
První grandslamový titul získala čtyřicátá druhá hráčka žebříčku, 24letá Češka Markéta Vondroušová, která ve finále hraném pod zataženou střechou zdolala o čtyři roky starší tuniskou světovou šestku Ons Džabúrovou ve dvou setech. V obou z nich dotahovala ztrátu podání, přestože ve druhé sadě získala časný brejk, ale poté servis dvakrát ztratila. Rozhodla vždy prolomeným podáním Tunisanky za stavu her 4–4. Stala se tak první nenasazenou vítězkou od zavedení systému nasazování v roce 1927, když do finále vstupovala z pozice první nenasazené finalistky od Billie Jean Kingové v roce 1963, a celkově páté takové hráčky. Před Wimbledonem vyhrála na trávě jen čtyři dvouhry. Menší počet tří vítězných zápasů před ziskem první wimbledonské trofeje v roce 1997 měla pouze Martina Hingisová.
Vondroušová ovládla soutěž jako nejníže postavená vítězka od zavedení žebříčku WTA v roce 1975 a druhá nejníže klasifikovaná finalistka po Sereně Williamsové, které v roce 2018 patřilo 181. místo. Po Jonesové, Navrátilové, Kvitové a Kerberové získala trofej jako pátá levoruká tenistka otevřené éry. Pošesté v řadě zvedla nad hlavu mísu Venus Rosewater nová wimbledonská vítězka.
Sokolovská rodačka se stala třetí českou šampionkou Wimbledonu po Janě Novotné z roku 1998 a Petře Kvitové z let 2011 a 2014. Rekordmanka Martina Navrátilová získala všech devět trofejí mezi roky 1978–1990 pod vlajkou Spojených států. Z grandslamového finále odešla Vondroušová poražena již na French Open 2019. Jako první grandslamová vítězka od Krejčíkové na French Open 2021 vyřadila na cestě za titulem pět nasazených hráček. V All England Clubu se to naposledy podařilo Kvitové v roce 2011. Po skončení se poprvé posunula do elitní světové desítky, jíž uzavírala na 10. místě. Z české sedmičky se stala dvojkou, za osmou hráčkou žebříčku Kvitovou.
Ons Džabúrová prohrála v rámci open éry úvodní tři kariérní grandslamová finále stejně jako Evertová, Turnbullová, Suková, Novotná, Fernandezová, Safinová, Clijstersová a Halepová. Neuspěla již ve Wimbledonu 2022 a na US Open 2022. Jako poražená finalistka z dvou navazujících wimbledonských finále naposledy odešla Serena Williamsová v letech 2018 a 2019. Nevyužila tak šanci stát se první africkou i arabskou wimbledonskou šampionkou. V probíhající sezóně podlehla Vondroušové i potřetí, když na ni nestačila již na Australian Open a v Indian Wells. Ve vzájemných duelech se Češka ujala vedení 4–3.

## Nasazení hráček
1.    Iga Świąteková (čtvrtfinále)
 2.    Aryna Sabalenková (semifinále)
 3.    Jelena Rybakinová (čtvrtfinále)
 4.    Jessica Pegulaová (čtvrtfinále)
 5.    Caroline Garciaová (3. kolo)
 6.    Ons Džabúrová (finále)
 7.    Coco Gauffová (1. kolo)
 8.    Maria Sakkariová (1. kolo)
 9.    Petra Kvitová (4. kolo)
10.   Barbora Krejčíková (2. kolo, skreč)
11.   Darja Kasatkinová (3. kolo)
12.   Veronika Kuděrmetovová (2. kolo)
13.   Beatriz Haddad Maiová (4. kolo, skreč)
14.   Belinda Bencicová (4. kolo)
15.   Ljudmila Samsonovová (1. kolo)
16.   Karolína Muchová (1. kolo)
17.   Jeļena Ostapenková (2. kolo)
18.   Karolína Plíšková (1. kolo)
19.   Viktoria Azarenková (4. kolo)
20.   Donna Vekićová (3. kolo)
21.   Jekatěrina Alexandrovová (4. kolo)
22.   Anastasija Potapovová (3. kolo)
23.   Magda Linetteová (3. kolo)
24.   Čeng Čchin-wen (1. kolo)
25.   Madison Keysová (čtvrtfinále)
26.   Anhelina Kalininová (2. kolo)
27.   Bernarda Peraová (1. kolo)
28.   Elise Mertensová (2. kolo)
29.   Irina-Camelia Beguová (2. kolo)
30.   Petra Martićová (3. kolo)
31.   Majar Šarífová (1. kolo)
32.   Marie Bouzková (4. kolo)

## Pavouk
| Legenda                                                       |                                                                        |                                                   |
| - Q – kvalifikant - WC – divoká karta - LL – šťastný poražený | - Alt – náhradník - SE – zvláštní výjimka - PR/SR – žebříčková ochrana | - w/o – bez boje - r – skreč - d – diskvalifikace |

### Finálová fáze
|  | Čtvrtfinále | Čtvrtfinále         | Čtvrtfinále         | Čtvrtfinále | Čtvrtfinále |               |                 | Semifinále        | Semifinále          | Semifinále | Semifinále | Semifinále |  |  | Finále | Finále | Finále | Finále | Finále |
|  |             |                     |                     |             |             |               |                 |                   |                     |            |            |            |  |  |        |        |        |        |        |
|  | 1           | Iga Świąteková      | 5                   | 7           | 2           |               |                 |                   |                     |            |            |            |  |  |        |        |        |        |        |
|  | WC          | Elina Svitolinová   | 7                   | 65          | 6           |               |                 |                   |                     |            |            |            |  |  |        |        |        |        |        |
|  | WC          | Elina Svitolinová   | 7                   | 65          | 6           |               | WC              | Elina Svitolinová | 3                   | 3          |            |            |  |  |        |        |        |        |        |
|  |             |                     |                     |             |             |               | WC              | Elina Svitolinová | 3                   | 3          |            |            |  |  |        |        |        |        |        |
|  |             |                     | Markéta Vondroušová | 6           | 6           |               |                 |                   |                     |            |            |            |  |  |        |        |        |        |        |
|  | 4           | Jessica Pegulaová   | Markéta Vondroušová | 6           | 6           | 4             | 6               | 4                 |                     |            |            |            |  |  |        |        |        |        |        |
|  | 4           | Jessica Pegulaová   |                     |             |             | 4             | 6               | 4                 |                     |            |            |            |  |  |        |        |        |        |        |
|  |             | Markéta Vondroušová | 6                   | 2           | 6           |               |                 |                   |                     |            |            |            |  |  |        |        |        |        |        |
|  |             |                     |                     |             |             |               |                 |                   | Markéta Vondroušová | 6          | 6          |            |  |  |        |        |        |        |        |
|  |             |                     |                     |             |             |               |                 |                   |                     |            |            |            |  |  |        |        |        |        |        |
|  |             | 6                   | Ons Džabúrová       | 4           | 4           |               |                 |                   |                     |            |            |            |  |  |        |        |        |        |        |
|  | 6           | 6                   | Ons Džabúrová       | 4           | 4           | Ons Džabúrová | 65              | 6                 | 6                   |            |            |            |  |  |        |        |        |        |        |
|  | 6           |                     |                     |             |             | Ons Džabúrová | 65              | 6                 | 6                   |            |            |            |  |  |        |        |        |        |        |
|  | 3           | Jelena Rybakinová   | 7                   | 4           | 1           |               |                 |                   |                     |            |            |            |  |  |        |        |        |        |        |
|  | 3           | Jelena Rybakinová   | 7                   | 4           | 1           |               | 6               | Ons Džabúrová     | 65                  | 6          | 6          |            |  |  |        |        |        |        |        |
|  |             |                     |                     |             |             |               | 6               | Ons Džabúrová     | 65                  | 6          | 6          |            |  |  |        |        |        |        |        |
|  |             | 2                   | Aryna Sabalenková   | 7           | 4           | 3             |                 |                   |                     |            |            |            |  |  |        |        |        |        |        |
|  | 25          | 2                   | Aryna Sabalenková   | 7           | 4           | 3             | Madison Keysová | 2                 | 4                   |            |            |            |  |  |        |        |        |        |        |
|  | 25          |                     |                     |             |             |               | Madison Keysová | 2                 | 4                   |            |            |            |  |  |        |        |        |        |        |
|  | 2           | Aryna Sabalenková   | 6                   | 6           |             |               |                 |                   |                     |            |            |            |  |  |        |        |        |        |        |

### Horní polovina

#### 1. sekce
| První kolo | První kolo       | První kolo | První kolo | První kolo |  |  | Druhé kolo | Druhé kolo       | Druhé kolo | Druhé kolo | Druhé kolo |  |  | Třetí kolo | Třetí kolo | Třetí kolo | Třetí kolo | Třetí kolo |  |  | Čtvrté kolo | Čtvrté kolo | Čtvrté kolo | Čtvrté kolo | Čtvrté kolo |
|            |                  |            |            |            |  |  |            |                  |            |            |            |  |  |            |            |            |            |            |  |  |             |             |             |             |             |
| 1          | I Świątek        | 6          | 6          |            |  |  |            |                  |            |            |            |  |  |            |            |            |            |            |  |  |             |             |             |             |             |
|            | L Ču             | 1          | 3          |            |  |  | 1          | I Świątek        | 6          | 6          |            |  |  |            |            |            |            |            |  |  |             |             |             |             |             |
|            | M Trevisan       | 3          | 1          |            |  |  | PR         | S Sorribes Tormo | 2          | 0          |            |  |  |            |            |            |            |            |  |  |             |             |             |             |             |
| PR         | S Sorribes Tormo | 6          | 6          |            |  |  |            |                  |            |            |            |  |  | 1          | I Świątek  | 6          | 7          |            |  |  |             |             |             |             |             |
|            | D Parry          | 64         | 6          | 6          |  |  |            |                  |            |            |            |  |  | 30         | P Martić   | 2          | 5          |            |  |  |             |             |             |             |             |
| WC         | H Dart           | 7          | 0          | 4          |  |  |            | D Parry          | 6          | 3          | 3          |  |  |            |            |            |            |            |  |  |             |             |             |             |             |
|            | L Fruhvirtová    | 5          | 7          | 1r         |  |  | 30         | P Martić         | 4          | 6          | 6          |  |  |            |            |            |            |            |  |  |             |             |             |             |             |
| 30         | P Martić         | 7          | 65         | 4          |  |  |            |                  |            |            |            |  |  |            |            |            |            |            |  |  | 1           | I Świątek   | 64          | 7           | 6           |
| 23         | M Linette        | 6          | 6          |            |  |  |            |                  |            |            |            |  |  |            |            |            |            |            |  |  | 14          | B Bencic    | 7           | 62          | 3           |
|            | J Teichmann      | 3          | 2          |            |  |  | 23         | M Linette        | 6          | 6          | 6          |  |  |            |            |            |            |            |  |  |             |             |             |             |             |
| PR         | B Strýcová       | 6          | 7          |            |  |  | PR         | B Strýcová       | 4          | 78         | 3          |  |  |            |            |            |            |            |  |  |             |             |             |             |             |
|            | M Zanevska       | 1          | 5          |            |  |  |            |                  |            |            |            |  |  | 23         | M Linette  | 3          | 1          |            |  |  |             |             |             |             |             |
|            | D Collins        | 6          | 6          |            |  |  |            |                  |            |            |            |  |  | 14         | B Bencic   | 6          | 6          |            |  |  |             |             |             |             |             |
|            | J Grabher        | 4          | 4          |            |  |  |            | D Collins        | 6          | 4          | 62         |  |  |            |            |            |            |            |  |  |             |             |             |             |             |
| WC         | K Swan           | 5          | 2          |            |  |  | 14         | B Bencic         | 3          | 6          | 710        |  |  |            |            |            |            |            |  |  |             |             |             |             |             |
| 14         | B Bencic         | 7          | 6          |            |  |  |            |                  |            |            |            |  |  |            |            |            |            |            |  |  |             |             |             |             |             |

#### 2. sekce
| První kolo | První kolo   | První kolo | První kolo | První kolo |  |  | Druhé kolo | Druhé kolo  | Druhé kolo | Druhé kolo | Druhé kolo |  |  | Třetí kolo | Třetí kolo  | Třetí kolo | Třetí kolo | Třetí kolo |  |  | Čtvrté kolo | Čtvrté kolo | Čtvrté kolo | Čtvrté kolo | Čtvrté kolo |
|            |              |            |            |            |  |  |            |             |            |            |            |  |  |            |             |            |            |            |  |  |             |             |             |             |             |
| 11         | D Kasatkina  | 6          | 6          |            |  |  |            |             |            |            |            |  |  |            |             |            |            |            |  |  |             |             |             |             |             |
|            | C Dolehide   | 1          | 4          |            |  |  | 11         | D Kasatkina | 6          | 6          |            |  |  |            |             |            |            |            |  |  |             |             |             |             |             |
| WC         | J Burrage    | 6          | 6          |            |  |  | WC         | J Burrage   | 0          | 2          |            |  |  |            |             |            |            |            |  |  |             |             |             |             |             |
|            | C McNally    | 1          | 3          |            |  |  |            |             |            |            |            |  |  | 11         | D Kasatkina | 2          | 4          |            |  |  |             |             |             |             |             |
|            | N Podoroska  | 3          | 7          | 6          |  |  |            |             |            |            |            |  |  | 19         | V Azarenka  | 6          | 6          |            |  |  |             |             |             |             |             |
|            | T Martincová | 6          | 65         | 4          |  |  |            | N Podoroska | 3          | 0          |            |  |  |            |             |            |            |            |  |  |             |             |             |             |             |
| Q          | J Jüan       | 4          | 7          | 4          |  |  | 19         | V Azarenka  | 6          | 6          |            |  |  |            |             |            |            |            |  |  |             |             |             |             |             |
| 19         | V Azarenka   | 6          | 5          | 6          |  |  |            |             |            |            |            |  |  |            |             |            |            |            |  |  | 19          | V Azarenka  | 6           | 4           | 69          |
| 28         | E Mertens    | 7          | 6          |            |  |  |            |             |            |            |            |  |  |            |             |            |            |            |  |  | WC          | E Svitolina | 2           | 6           | 711         |
| Q          | V Hrunčáková | 62         | 2          |            |  |  | 28         | E Mertens   | 1          | 6          | 1          |  |  |            |             |            |            |            |  |  |             |             |             |             |             |
| WC         | V Williams   | 4          | 3          |            |  |  | WC         | E Svitolina | 6          | 1          | 6          |  |  |            |             |            |            |            |  |  |             |             |             |             |             |
| WC         | E Svitolina  | 6          | 6          |            |  |  |            |             |            |            |            |  |  | WC         | E Svitolina | 7          | 6          |            |  |  |             |             |             |             |             |
| Q          | S Hunter     | 3          | 1          |            |  |  |            |             |            |            |            |  |  | Q          | S Kenin     | 63         | 2          |            |  |  |             |             |             |             |             |
|            | Sin-j Wang   | 6          | 6          |            |  |  |            | Sin-j Wang  | 4          | 3          |            |  |  |            |             |            |            |            |  |  |             |             |             |             |             |
| Q          | S Kenin      | 6          | 4          | 6          |  |  | Q          | S Kenin     | 6          | 6          |            |  |  |            |             |            |            |            |  |  |             |             |             |             |             |
| 7          | C Gauff      | 4          | 6          | 2          |  |  |            |             |            |            |            |  |  |            |             |            |            |            |  |  |             |             |             |             |             |

#### 3. sekce
| První kolo | První kolo    | První kolo | První kolo | První kolo |  |  | Druhé kolo | Druhé kolo    | Druhé kolo | Druhé kolo | Druhé kolo |  |  | Třetí kolo | Třetí kolo    | Třetí kolo | Třetí kolo | Třetí kolo |  |  | Čtvrté kolo | Čtvrté kolo | Čtvrté kolo | Čtvrté kolo | Čtvrté kolo |
|            |               |            |            |            |  |  |            |               |            |            |            |  |  |            |               |            |            |            |  |  |             |             |             |             |             |
| 4          | J Pegula      | 6          | 68         | 6          |  |  |            |               |            |            |            |  |  |            |               |            |            |            |  |  |             |             |             |             |             |
|            | L Davis       | 2          | 710        | 3          |  |  | 4          | J Pegula      | 6          | 6          |            |  |  |            |               |            |            |            |  |  |             |             |             |             |             |
|            | C Bucșa       | 6          | 4          | 711        |  |  |            | C Bucșa       | 1          | 4          |            |  |  |            |               |            |            |            |  |  |             |             |             |             |             |
|            | K Rachimova   | 3          | 6          | 69         |  |  |            |               |            |            |            |  |  | 4          | J Pegula      | 6          | 6          |            |  |  |             |             |             |             |             |
|            | C Osorio      | 3          | 4          |            |  |  |            |               |            |            |            |  |  |            | E Cocciaretto | 4          | 0          |            |  |  |             |             |             |             |             |
|            | E Cocciaretto | 6          | 6          |            |  |  |            | E Cocciaretto | 6          | 6          |            |  |  |            |               |            |            |            |  |  |             |             |             |             |             |
|            | R Masárová    | 7          | 3          | 710        |  |  |            | R Masárová    | 3          | 1          |            |  |  |            |               |            |            |            |  |  |             |             |             |             |             |
| 31         | M Šaríf       | 5          | 6          | 6          |  |  |            |               |            |            |            |  |  |            |               |            |            |            |  |  | 4           | J Pegula    | 6           | 6           |             |
| 24         | Č-w Čeng      | 3          | 5          |            |  |  |            |               |            |            |            |  |  |            |               |            |            |            |  |  |             | L Curenko   | 1           | 3           |             |
|            | K Siniaková   | 6          | 7          |            |  |  |            | K Siniaková   | 4          | 1          |            |  |  |            |               |            |            |            |  |  |             |             |             |             |             |
|            | L Curenko     | 6          | 3          | 6          |  |  |            | L Curenko     | 6          | 6          |            |  |  |            |               |            |            |            |  |  |             |             |             |             |             |
|            | C Liu         | 3          | 6          | 4          |  |  |            |               |            |            |            |  |  |            | L Curenko     | 4          | 6          | 720        |  |  |             |             |             |             |             |
|            | A Parks       | 6          | 6          |            |  |  |            |               |            |            |            |  |  |            | A Bogdan      | 6          | 3          | 618        |  |  |             |             |             |             |             |
|            | A-L Friedsam  | 4          | 3          |            |  |  |            | A Parks       | 6          | 3          | 2          |  |  |            |               |            |            |            |  |  |             |             |             |             |             |
|            | A Bogdan      | 7          | 7          |            |  |  |            | A Bogdan      | 1          | 6          | 6          |  |  |            |               |            |            |            |  |  |             |             |             |             |             |
| 15         | L Samsonova   | 61         | 64         |            |  |  |            |               |            |            |            |  |  |            |               |            |            |            |  |  |             |             |             |             |             |

#### 4. sekce
| První kolo | První kolo    | První kolo | První kolo | První kolo |  |  | Druhé kolo | Druhé kolo    | Druhé kolo | Druhé kolo | Druhé kolo |  |  | Třetí kolo | Třetí kolo    | Třetí kolo | Třetí kolo | Třetí kolo |  |  | Čtvrté kolo | Čtvrté kolo   | Čtvrté kolo | Čtvrté kolo | Čtvrté kolo |
|            |               |            |            |            |  |  |            |               |            |            |            |  |  |            |               |            |            |            |  |  |             |               |             |             |             |
| 12         | V Kuděrmetova | 7          | 6          |            |  |  |            |               |            |            |            |  |  |            |               |            |            |            |  |  |             |               |             |             |             |
|            | K Kanepi      | 64         | 4          |            |  |  | 12         | V Kuděrmetova | 3          | 3          |            |  |  |            |               |            |            |            |  |  |             |               |             |             |             |
|            | M Vondroušová | 6          | 7          |            |  |  |            | M Vondroušová | 6          | 6          |            |  |  |            |               |            |            |            |  |  |             |               |             |             |             |
|            | P Stearns     | 2          | 5          |            |  |  |            |               |            |            |            |  |  |            | M Vondroušová | 6          | 7          |            |  |  |             |               |             |             |             |
|            | S Stephens    | 6          | 6          |            |  |  |            |               |            |            |            |  |  | 20         | D Vekić       | 1          | 5          |            |  |  |             |               |             |             |             |
|            | R Peterson    | 2          | 3          |            |  |  |            | S Stephens    | 6          | 5          | 4          |  |  |            |               |            |            |            |  |  |             |               |             |             |             |
|            | Š Čang        | 2          | 3          |            |  |  | 20         | D Vekić       | 4          | 7          | 6          |  |  |            |               |            |            |            |  |  |             |               |             |             |             |
| 20         | D Vekić       | 6          | 6          |            |  |  |            |               |            |            |            |  |  |            |               |            |            |            |  |  |             | M Vondroušová | 2           | 6           | 6           |
| 32         | M Bouzková    | 6          | 6          |            |  |  |            |               |            |            |            |  |  |            |               |            |            |            |  |  | 32          | M Bouzková    | 6           | 4           | 3           |
| Q          | S Waltert     | 1          | 4          |            |  |  | 32         | M Bouzková    | 6          | 6          |            |  |  |            |               |            |            |            |  |  |             |               |             |             |             |
|            | A Kontaveit   | 6          | 6          |            |  |  |            | A Kontaveit   | 1          | 2          |            |  |  |            |               |            |            |            |  |  |             |               |             |             |             |
| Q          | L Stefanini   | 4          | 4          |            |  |  |            |               |            |            |            |  |  | 32         | M Bouzková    | 7          | 4          | 7          |  |  |             |               |             |             |             |
|            | K Baindl      | 4          | 6          | 4          |  |  |            |               |            |            |            |  |  | 5          | C Garcia      | 60         | 6          | 5          |  |  |             |               |             |             |             |
|            | L Fernandez   | 6          | 4          | 6          |  |  |            | L Fernandez   | 6          | 4          | 6          |  |  |            |               |            |            |            |  |  |             |               |             |             |             |
|            | K Volynets    | 4          | 3          |            |  |  | 5          | C Garcia      | 3          | 6          | 710        |  |  |            |               |            |            |            |  |  |             |               |             |             |             |
| 5          | C Garcia      | 6          | 6          |            |  |  |            |               |            |            |            |  |  |            |               |            |            |            |  |  |             |               |             |             |             |

### Dolní polovina

#### 5. sekce
| První kolo | První kolo       | První kolo | První kolo | První kolo |  |  | Druhé kolo | Druhé kolo   | Druhé kolo | Druhé kolo | Druhé kolo |  |  | Třetí kolo | Třetí kolo   | Třetí kolo | Třetí kolo | Třetí kolo |  |  | Čtvrté kolo | Čtvrté kolo | Čtvrté kolo | Čtvrté kolo | Čtvrté kolo |
|            |                  |            |            |            |  |  |            |              |            |            |            |  |  |            |              |            |            |            |  |  |             |             |             |             |             |
| 6          | O Džabúr         | 6          | 6          |            |  |  |            |              |            |            |            |  |  |            |              |            |            |            |  |  |             |             |             |             |             |
|            | M Fręch          | 3          | 3          |            |  |  | 6          | O Džabúr     | 6          | 6          |            |  |  |            |              |            |            |            |  |  |             |             |             |             |             |
|            | Y Bonaventure    | 60         | 1          |            |  |  | Q          | Č-s Paj      | 1          | 1          |            |  |  |            |              |            |            |            |  |  |             |             |             |             |             |
| Q          | Č-s Paj          | 7          | 6          |            |  |  |            |              |            |            |            |  |  | 6          | O Džabúr     | 3          | 6          | 6          |  |  |             |             |             |             |             |
|            | A Bondár         | 3          | 6          | 2          |  |  |            |              |            |            |            |  |  |            | B Andreescu  | 6          | 3          | 4          |  |  |             |             |             |             |             |
|            | B Andreescu      | 6          | 3          | 6          |  |  |            | B Andreescu  | 6          | 4          | 710        |  |  |            |              |            |            |            |  |  |             |             |             |             |             |
| Q          | J Bouzas Maneiro | 4          | 3          |            |  |  | 26         | A Kalinina   | 2          | 6          | 67         |  |  |            |              |            |            |            |  |  |             |             |             |             |             |
| 26         | A Kalinina       | 6          | 6          |            |  |  |            |              |            |            |            |  |  |            |              |            |            |            |  |  | 6           | O Džabúr    | 6           | 6           |             |
| 18         | Ka Plíšková      | 2          | 3          |            |  |  |            |              |            |            |            |  |  |            |              |            |            |            |  |  | 9           | P Kvitová   | 0           | 3           |             |
| Q          | N Stevanović     | 6          | 6          |            |  |  | Q          | N Stevanović | 7          | 7          |            |  |  |            |              |            |            |            |  |  |             |             |             |             |             |
| Q          | C Zhao           | 6          | 4          | 2          |  |  | LL         | T Korpatsch  | 5          | 5          |            |  |  |            |              |            |            |            |  |  |             |             |             |             |             |
| LL         | T Korpatsch      | 1          | 6          | 6          |  |  |            |              |            |            |            |  |  | Q          | N Stevanović | 2          | 5          |            |  |  |             |             |             |             |             |
|            | A Sasnovič       | 6          | 6          |            |  |  |            |              |            |            |            |  |  | 9          | P Kvitová    | 6          | 7          |            |  |  |             |             |             |             |             |
|            | N Párrizas Díaz  | 2          | 1          |            |  |  |            | A Sasnovič   | 2          | 2          |            |  |  |            |              |            |            |            |  |  |             |             |             |             |             |
|            | J Paolini        | 4          | 7          | 1          |  |  | 9          | P Kvitová    | 6          | 6          |            |  |  |            |              |            |            |            |  |  |             |             |             |             |             |
| 9          | P Kvitová        | 6          | 65         | 6          |  |  |            |              |            |            |            |  |  |            |              |            |            |            |  |  |             |             |             |             |             |

#### 6. sekce
| První kolo | První kolo    | První kolo | První kolo | První kolo |  |  | Druhé kolo | Druhé kolo    | Druhé kolo | Druhé kolo | Druhé kolo |  |  | Třetí kolo | Třetí kolo    | Třetí kolo | Třetí kolo | Třetí kolo |  |  | Čtvrté kolo | Čtvrté kolo   | Čtvrté kolo | Čtvrté kolo | Čtvrté kolo |
|            |               |            |            |            |  |  |            |               |            |            |            |  |  |            |               |            |            |            |  |  |             |               |             |             |             |
| 13         | B Haddad Maia | 3          | 6          | 6          |  |  |            |               |            |            |            |  |  |            |               |            |            |            |  |  |             |               |             |             |             |
|            | J Putinceva   | 6          | 0          | 4          |  |  | 13         | B Haddad Maia | 4          | 6          | 6          |  |  |            |               |            |            |            |  |  |             |               |             |             |             |
| PR         | J Cristian    | 6          | 6          |            |  |  | PR         | J Cristian    | 6          | 2          | 4          |  |  |            |               |            |            |            |  |  |             |               |             |             |             |
|            | L Bronzetti   | 3          | 4          |            |  |  |            |               |            |            |            |  |  | 14         | B Haddad Maia | 6          | 6          |            |  |  |             |               |             |             |             |
|            | S Cîrstea     | 6          | 2          | 6          |  |  |            |               |            |            |            |  |  |            | S Cîrstea     | 2          | 2          |            |  |  |             |               |             |             |             |
|            | T Maria       | 1          | 6          | 3          |  |  |            | S Cîrstea     | 4          | 78         | 6          |  |  |            |               |            |            |            |  |  |             |               |             |             |             |
| Q          | G Minnen      | 1          | 2          |            |  |  | 17         | J Ostapenko   | 6          | 6          | 4          |  |  |            |               |            |            |            |  |  |             |               |             |             |             |
| 17         | J Ostapenko   | 6          | 6          |            |  |  |            |               |            |            |            |  |  |            |               |            |            |            |  |  | 14          | B Haddad Maia | 1r          |             |             |
| 27         | B Pera        | 7          | 3          | 3          |  |  |            |               |            |            |            |  |  |            |               |            |            |            |  |  | 3           | J Rybakina    | 4           |             |             |
|            | V Tomova      | 63         | 6          | 6          |  |  |            | V Tomova      | 0          | 6          | 3          |  |  |            |               |            |            |            |  |  |             |               |             |             |             |
| WC         | K Boulter     | 7          | 6          |            |  |  | WC         | K Boulter     | 6          | 3          | 6          |  |  |            |               |            |            |            |  |  |             |               |             |             |             |
| PR         | D Saville     | 64         | 2          |            |  |  |            |               |            |            |            |  |  | WC         | K Boulter     | 1          | 1          |            |  |  |             |               |             |             |             |
| LL         | N Hibino      | 2          | 2          |            |  |  |            |               |            |            |            |  |  | 3          | J Rybakina    | 6          | 6          |            |  |  |             |               |             |             |             |
|            | A Cornet      | 6          | 6          |            |  |  |            | A Cornet      | 2          | 62         |            |  |  |            |               |            |            |            |  |  |             |               |             |             |             |
|            | S Rogers      | 6          | 1          | 2          |  |  | 3          | J Rybakina    | 6          | 7          |            |  |  |            |               |            |            |            |  |  |             |               |             |             |             |
| 3          | J Rybakina    | 4          | 6          | 6          |  |  |            |               |            |            |            |  |  |            |               |            |            |            |  |  |             |               |             |             |             |

#### 7. sekce
| První kolo | První kolo       | První kolo | První kolo | První kolo |  |  | Druhé kolo | Druhé kolo   | Druhé kolo | Druhé kolo | Druhé kolo |  |  | Třetí kolo | Třetí kolo  | Třetí kolo | Třetí kolo | Třetí kolo |  |  | Čtvrté kolo | Čtvrté kolo | Čtvrté kolo | Čtvrté kolo | Čtvrté kolo |
|            |                  |            |            |            |  |  |            |              |            |            |            |  |  |            |             |            |            |            |  |  |             |             |             |             |             |
| 8          | M Sakkari        | 6          | 5          | 2          |  |  |            |              |            |            |            |  |  |            |             |            |            |            |  |  |             |             |             |             |             |
|            | M Kosťuk         | 0          | 7          | 6          |  |  |            | M Kosťuk     | 6          | 1          |            |  |  |            |             |            |            |            |  |  |             |             |             |             |             |
|            | A Riske-Amritraj | 3          | 3          |            |  |  |            | P Badosa     | 2          | 0r         |            |  |  |            |             |            |            |            |  |  |             |             |             |             |             |
|            | P Badosa         | 6          | 6          |            |  |  |            |              |            |            |            |  |  |            | M Kosťuk    | 4          | 1          |            |  |  |             |             |             |             |             |
| Q          | V Golubic        | 6          | 7          |            |  |  |            |              |            |            |            |  |  | 25         | M Keys      | 6          | 6          |            |  |  |             |             |             |             |             |
|            | AK Schmiedlová   | 3          | 64         |            |  |  | Q          | V Golubic    | 5          | 3          |            |  |  |            |             |            |            |            |  |  |             |             |             |             |             |
| WC         | S Kartal         | 0          | 3          |            |  |  | 25         | M Keys       | 7          | 6          |            |  |  |            |             |            |            |            |  |  |             |             |             |             |             |
| 25         | M Keys           | 6          | 6          |            |  |  |            |              |            |            |            |  |  |            |             |            |            |            |  |  | 25          | M Keys      | 3           | 7           | 6           |
| 22         | A Potapova       | 6          | 6          |            |  |  |            |              |            |            |            |  |  |            |             |            |            |            |  |  | Q           | M Andrejeva | 6           | 64          | 2           |
| Q          | C Naef           | 3          | 3          |            |  |  | 22         | A Potapova   | 6          | 7          |            |  |  |            |             |            |            |            |  |  |             |             |             |             |             |
| Q          | K Juvan          | 6          | 6          |            |  |  | Q          | K Juvan      | 3          | 5          |            |  |  |            |             |            |            |            |  |  |             |             |             |             |             |
| PR         | M Betova         | 0          | 3          |            |  |  |            |              |            |            |            |  |  | 22         | A Potapova  | 2          | 5          |            |  |  |             |             |             |             |             |
| Q          | M Andrejeva      | 6          | 3          | 7          |  |  |            |              |            |            |            |  |  | Q          | M Andrejeva | 6          | 7          |            |  |  |             |             |             |             |             |
|            | Si-j Wang        | 4          | 6          | 5          |  |  | Q          | M Andrejeva  | 6          | 4          |            |  |  |            |             |            |            |            |  |  |             |             |             |             |             |
| WC         | H Watson         | 2          | 5          |            |  |  | 10         | B Krejčíková | 3          | 0r         |            |  |  |            |             |            |            |            |  |  |             |             |             |             |             |
| 10         | B Krejčíková     | 6          | 7          |            |  |  |            |              |            |            |            |  |  |            |             |            |            |            |  |  |             |             |             |             |             |

#### 8. sekce
| První kolo | První kolo    | První kolo | První kolo | První kolo |  |  | Druhé kolo | Druhé kolo    | Druhé kolo | Druhé kolo | Druhé kolo |  |  | Třetí kolo | Třetí kolo    | Třetí kolo | Třetí kolo | Třetí kolo |  |  | Čtvrté kolo | Čtvrté kolo   | Čtvrté kolo | Čtvrté kolo | Čtvrté kolo |
|            |               |            |            |            |  |  |            |               |            |            |            |  |  |            |               |            |            |            |  |  |             |               |             |             |             |
| 16         | K Muchová     | 4          | 7          | 1          |  |  |            |               |            |            |            |  |  |            |               |            |            |            |  |  |             |               |             |             |             |
|            | J Niemeier    | 6          | 5          | 6          |  |  |            | J Niemeier    | 6          | 65         | 1          |  |  |            |               |            |            |            |  |  |             |               |             |             |             |
|            | L Nosková     | 78         | 2          | 2          |  |  |            | D Gálfi       | 4          | 7          | 6          |  |  |            |               |            |            |            |  |  |             |               |             |             |             |
|            | D Gálfi       | 6          | 6          | 6          |  |  |            |               |            |            |            |  |  |            | D Gálfi       | 0          | 4          |            |  |  |             |               |             |             |             |
|            | M Brengle     | 6          | 6          |            |  |  |            |               |            |            |            |  |  | 21         | J Alexandrova | 6          | 6          |            |  |  |             |               |             |             |             |
|            | S Errani      | 3          | 1          |            |  |  |            | M Brengle     | 7          | 65         | 67         |  |  |            |               |            |            |            |  |  |             |               |             |             |             |
|            | E Navarro     | 4          | 3          |            |  |  | 21         | J Alexandrova | 64         | 7          | 710        |  |  |            |               |            |            |            |  |  |             |               |             |             |             |
| 21         | J Alexandrova | 6          | 6          |            |  |  |            |               |            |            |            |  |  |            |               |            |            |            |  |  | 21          | J Alexandrova | 4           | 0           |             |
| 29         | I-C Begu      | 6          | 3          | 6          |  |  |            |               |            |            |            |  |  |            |               |            |            |            |  |  | 2           | A Sabalenka   | 6           | 6           |             |
|            | R Marino      | 2          | 6          | 2          |  |  | 29         | I-C Begu      | 5          | 3          |            |  |  |            |               |            |            |            |  |  |             |               |             |             |             |
| Q          | Y Wickmayer   | 2          | 6          | 3          |  |  |            | A Blinkova    | 7          | 6          |            |  |  |            |               |            |            |            |  |  |             |               |             |             |             |
|            | A Blinkova    | 6          | 4          | 6          |  |  |            |               |            |            |            |  |  |            | A Blinkova    | 2          | 3          |            |  |  |             |               |             |             |             |
|            | V Gračova     | 6          | 6          |            |  |  |            |               |            |            |            |  |  | 2          | A Sabalenka   | 6          | 6          |            |  |  |             |               |             |             |             |
|            | C Giorgi      | 2          | 4          |            |  |  |            | V Gračova     | 6          | 5          | 2          |  |  |            |               |            |            |            |  |  |             |               |             |             |             |
|            | P Udvardy     | 3          | 1          |            |  |  | 2          | A Sabalenka   | 2          | 7          | 6          |  |  |            |               |            |            |            |  |  |             |               |             |             |             |
| 2          | A Sabalenka   | 6          | 6          |            |  |  |            |               |            |            |            |  |  |            |               |            |            |            |  |  |             |               |             |             |             |